# Chiesa di San Nicola (Barumini)
La chiesa di San Nicola, oramai in completo stato di rovina, è stato un edificio religioso situato a Barumini.

## Descrizione
La chiesa, della quale rimangono solo le fondamenta, si trova ai piedi di un colle denominato "Su Cuccuru de Santu Nicola" (il colle di San Nicola, 270 m s.l.m.), dove sono presenti anche un nuraghe e un pilastro poliedrico a base rettangolare con una croce. L'edificio, di lunghezza 12,90 m, larghezza 3,10 m e altezza 3,50 m, risale all'XI secolo o alla prima metà del XII secolo.
La chiesa, di stile romanico, presenta una sala rettangolare con due ingressi: uno sul lato destro e uno sulla facciata principale. Gli elementi architettonici sono semplici; la lunetta della porta principale è liscia, racchiusa da un architrave e un arco di scarico. La finestra nel fianco sinistro è ad arco acuto con doppia strombatura e il tetto era sorretto da capriate lignee. Il presbiterio aveva una volta solida retta da un arco e presso gli stipiti dell'arco vi erano due armadi sormontati da finestre e due nicchie per parte.
Non vi furono mai significativi contributi allo sviluppo strutturale della chiesa, se non per alcune parziali riparazioni finanziate da piccoli redditi privati.
Nel 1771 venne costruita una nuova porta in legno d'olivo, mentre nel 1787, per disposizione dell'Arcivescovo Musoni, venne installata un'inferriata alla finestra del muro destro, rifatta la doratura del calice da parte dell'argentiero Ghiani di Gergei, e la patena venne prestata dalla chiesa di San Giovanni. Nel 1788 furono eseguiti restauri generici. Nel 1818, per ordine del prebendato Puddu, venne rimosso il simulacro del santo dalla chiesa.
Ad eccezione del presbiterio, di periodo più tardo, privo di ornamenti e con elementi architettonici ridotti all'essenziale per ragioni finanziarie, l'edificio conserva la severa struttura di scalpellini di periodo romano-pisano.
Nel 1830 la chiesa venne abbandonata e oggi si trova in condizioni di completa rovina.